# Halti
O Halti é uma montanha que fica sobre a fronteira Finlândia-Noruega. O seu cume está a 1365 m de altitude e fica na parte norueguesa. Contudo, um esporão à cota 1324 m, por onde passa a fronteira entre os dois países, é o ponto mais alto da Finlândia. É nesta montanha que se situa o Haltitunturi.
No verão de 2016, um grupo de noruegueses lançou uma campanha para mudar a fronteira do país em cerca de 200 metros e oferecer a montanha Halti à Finlândia, como prenda pelos 100 anos da independência. Caso esta alteração se fizesse, a Finlândia ganharia um novo ponto mais alto. O Halti não consta entre as 200 mais altas montanhas da Noruega.
Em outubro de 2016, o governo norueguês recusou a proposta de autoridades municipais de Kafjord para alterar a fronteira uns metros para dar o pico à Finlândia. No entanto o Governo vai estudar outro presente "mais apropriado" para a Finlândia pelo aniversário da independência da Rússia.